# آرزيست
آرزيست كوربوريشن (بالإنجليزية:  Arzest Corporation)‏، هي شركة ألعاب فيديو يابانية، تأسست عام 2010 في يوكوهاما على يد ناوتو أوشيما، المسؤول عن تصميم سلسلة القنفذ سونيك لدى شركة سيجا، وأيضا موظفين سابقين من شركتي أرتون، وسيجا اللذان كانا مسؤولان على سلسلة التنين بانزر. يبلغ عدد موظفي الشركة حوالي 80 شخصا، ووفقًا لحصتهم من اعتمادات اللعبة، يعمل الآن ما يصل إلى اثني عشر من الموظفين السابقين من الشركتين المذكورتين.